# Campionato europeo maschile under 17 di calcio 2018
Il campionato europeo di calcio Under-17 2018 è stata la 17ª edizione del torneo organizzato dalla UEFA.
La fase finale si è disputata in Inghilterra dal 4 al 20 maggio 2018. Sono state ammesse alla fase finale 16 squadre, e al torneo hanno potuto partecipare solo i giocatori nati dopo il 1º gennaio 2001.

## Squadre qualificate
Al torneo si qualificavano 16 squadre di cui una qualificata d'ufficio poiché nazione ospitante.
| Squadra              | Metodo di qualificazione   | Partecipazioni | Ultima partecipazione | Miglior risultato            |
| -------------------- | -------------------------- | -------------- | --------------------- | ---------------------------- |
| Inghilterra          | Nazione ospitante          | 13             | 2017                  | Vincitore (2010, 2014)       |
| Serbia               | Vincitore del gruppo 1     | 7              | 2017                  | Quarti di finale (2002)      |
| Spagna               | Secondo posto nel gruppo 1 | 12             | 2017                  | Vincitore (2007, 2008, 2017) |
| Svezia               | Vincitore del gruppo 2     | 3              | 2016                  | Semifinali (2013)            |
| Belgio               | Secondo posto nel gruppo 2 | 6              | 2016                  | Semifinali (2007, 2015)      |
| Irlanda              | Vincitore del gruppo 3     | 11             | 2017                  | Vincitore (1998)             |
| Svizzera             | Vincitore del gruppo 4     | 8              | 2014                  | Vincitore (2002)             |
| Portogallo           | Secondo posto nel gruppo 4 | 7              | 2016                  | Vincitore (2003, 2016)       |
| Paesi Bassi          | Vincitore del gruppo 5     | 12             | 2017                  | Vincitore (2011, 2012)       |
| Italia               | Secondo posto nel gruppo 5 | 8              | 2017                  | Secondo posto (2013)         |
| Bosnia ed Erzegovina | Vincitore del gruppo 6     | 3              | 2017                  | Fase a gironi (2016, 2017)   |
| Danimarca            | Secondo posto nel gruppo 6 | 5              | 2016                  | Semifinali (2011)            |
| Slovenia             | Vincitore del gruppo 7     | 3              | 2015                  | Fase a gironi (2012, 2015)   |
| Israele              | Secondo posto nel gruppo 7 | 3              | 2005                  | Fase a gironi (2003, 2005)   |
| Norvegia             | Vincitore del gruppo 8     | 2              | 2017                  | Fase a gironi (2017)         |
| Germania             | Secondo posto nel gruppo 8 | 11             | 2017                  | Vincitore (2009)             |

## Città e stadi
| Rotherham Chesterfield Walsall Burton Loughborough | Rotherham                                 | Chesterfield                    | Walsall          |
| Rotherham Chesterfield Walsall Burton Loughborough | New York Stadium                          | Proact Stadium                  | Bescot Stadium   |
| Rotherham Chesterfield Walsall Burton Loughborough | Capacità: 12 023                          | Capacità: 10 504                | Capacità: 11 300 |
| Rotherham Chesterfield Walsall Burton Loughborough |                                           |                                 |                  |
| Burton                                             | Burton                                    | Loughborough                    |                  |
| Pirelli Stadium                                    | St George's Park National Football Centre | Loughborough University Stadium |                  |
| Capacità: 6 912                                    | Capacità: 1 500                           | Capacità: 3 300                 |                  |
|                                                    |                                           |                                 |                  |

## Regolamento
Il torneo prevede 16 squadre partecipanti divise in 4 gironi all'italiana di 4 squadre ciascuno, che si affronteranno in partite da 80 minuti (due tempi da 40) più eventuale recupero. Le prime due classificate di ogni girone (determinate, nell'ordine, da: punti, scontri diretti, differenza-reti, reti segnate e sorteggio) accederanno alla fase ad eliminazione diretta, composta da quarti, semifinale e finale: in caso di pareggio, dopo i tempi regolamentari, si procederà a 5 tiri di rigore per squadra e, in caso di ulteriore pareggio, si continuerà con i tiri a oltranza.

## Arbitri
Arbitri
- Tihomir Pejin
- Zbyněk Proske
- Juri Frischer
- Rob Harvey
- Vilhjálmur Alvar Þórarinsson
- Dennis Johan Higler
- Horațiu Mircea Feșnic
- Halil Umut Meler

Assistenti
- Robert Steinacher
- Rza Məmmədov
- Georgi Doynov
- Dan Petur Pauli Højgaard
- Levan Todria
- Chasan Koula
- Péter Kóbor
- Yuriy Tikhonyuk
- Vytis Snarskis
- Vladislav Lifciu
- Douglas Potter
- Volodymyr Vysotskyy

Quarto uomo
- Robert Hennessy
- Keith Kennedy
- Tim Marshall
- Bryn Markham-Jones

## Fase a gironi

### Gruppo A

#### Classifica
| Pos. | Squadra     | Pt | G | V | N | P | GF | GS | DR |
| ---- | ----------- | -- | - | - | - | - | -- | -- | -- |
| 1.   | Italia      | 6  | 3 | 2 | 0 | 1 | 5  | 2  | +3 |
| 2.   | Inghilterra | 6  | 3 | 2 | 0 | 1 | 4  | 3  | +1 |
| 3.   | Svizzera    | 6  | 3 | 2 | 0 | 1 | 4  | 2  | +2 |
| 4.   | Israele     | 0  | 3 | 0 | 0 | 3 | 1  | 7  | -6 |

| Arbitro: | Zbyněk Proske |

|                       |           |  |
| Greco 22’ Vergani 64’ | Marcatori |  |

| Arbitro: | Halil Umut Meler |

|                           |           |                      |
| Doyle 29’ (rig.) Daly 61’ | Marcatori | 40+1’ (rig.) Lugassy |

| Arbitro: | Juri Frischer |

|                             |           |  |
| Mambimbi 10’, 38’ Tushi 47’ | Marcatori |  |

| Arbitro: | Vilhjalmur Thorarinsson |

|                             |           |              |
| Appiah 64’ Doyle 69’ (rig.) | Marcatori | 14’ Riccardi |

| Arbitro: | Horatiu Fesnic |

|                |           |  |
| Mambimbi 40+1’ | Marcatori |  |

| Arbitro: | Tihomir Pejin |

|  |           |                         |
|  | Marcatori | 48’ Gyabuaa 55’ Vergani |

### Gruppo B

#### Classifica
| Pos. | Squadra    | Pt | G | V | N | P | GF | GS | DR |
| ---- | ---------- | -- | - | - | - | - | -- | -- | -- |
| 1.   | Norvegia   | 7  | 3 | 2 | 1 | 0 | 4  | 1  | +3 |
| 2.   | Svezia     | 6  | 3 | 2 | 0 | 1 | 4  | 2  | +2 |
| 3.   | Portogallo | 4  | 3 | 1 | 1 | 1 | 4  | 1  | +3 |
| 4.   | Slovenia   | 0  | 3 | 0 | 0 | 3 | 0  | 8  | -8 |

| Walsall 4 maggio 2018, ore 13:00 UTC | Portogallo          | 0 – 0 referto | Norvegia | Bescot Stadium\| Arbitro: \| Dennis Johan Higler \| |
| Arbitro:                             | Dennis Johan Higler |               |          |                                                     |

| Arbitro: | Rob Harvey |

|  |           |                      |
|  | Marcatori | 7’ Hammar 23’ Nygren |

| Arbitro: | Horatiu Fesnic |

|                 |           |           |
| Rekdal 39’, 69’ | Marcatori | 4’ Hammar |

| Arbitro: | Tihomir Pejin |

|  |           |                                                |
|  | Marcatori | 17’ Correia 35’ B. Silva 62’ Ribeiro 79’ Ramos |

| Arbitro: | Rob Harvey |

|                    |           |  |
| Cornic 32’ Aga 38’ | Marcatori |  |

| Arbitro: | Juri Frischer |

|              |           |  |
| Wikström 16’ | Marcatori |  |

### Gruppo C

#### Classifica
| Pos. | Squadra              | Pt | G | V | N | P | GF | GS | DR |
| ---- | -------------------- | -- | - | - | - | - | -- | -- | -- |
| 1.   | Belgio               | 9  | 3 | 3 | 0 | 0 | 7  | 0  | +7 |
| 2.   | Irlanda              | 6  | 3 | 2 | 0 | 1 | 3  | 2  | +1 |
| 3.   | Bosnia ed Erzegovina | 3  | 3 | 1 | 0 | 2 | 3  | 8  | -5 |
| 4.   | Danimarca            | 0  | 3 | 0 | 0 | 3 | 2  | 5  | -3 |

| Arbitro: | Juri Frischer |

|                            |           |                                |
| Dyhr 7’ Kirkeby 71’ (rig.) | Marcatori | 47’, 72’ Memisevic 76’ Nikolic |

| Arbitro: | Vilhjálmur Alvar Þórarinsson |

|  |           |                          |
|  | Marcatori | 34’ Sidibe 68’ Vertessen |

| Arbitro: | Zbynek Proske |

|            |           |  |
| Parrott 5’ | Marcatori |  |

| Arbitro: | Dennis Higler |

|  |           |                                         |
|  | Marcatori | 17’ Vertessen 29’ Mpie 63’, 79’ Lemoine |

| Arbitro: | Halil Umut Meler |

|  |           |                       |
|  | Marcatori | 69’ Parrot 80+4’ Idah |

| Arbitro: | Zbyněk Proske |

|          |           |  |
| Doku 30’ | Marcatori |  |

### Gruppo D

#### Classifica
| Pos. | Squadra     | Pt | G | V | N | P | GF | GS | DR |
| ---- | ----------- | -- | - | - | - | - | -- | -- | -- |
| 1.   | Paesi Bassi | 9  | 3 | 3 | 0 | 0 | 7  | 0  | +7 |
| 2.   | Spagna      | 6  | 3 | 2 | 0 | 1 | 6  | 3  | +3 |
| 3.   | Germania    | 3  | 3 | 1 | 0 | 2 | 4  | 8  | -4 |
| 4.   | Serbia      | 0  | 3 | 0 | 0 | 3 | 0  | 6  | -6 |

| Arbitro: | Tihomir Pejin |

|  |           |                                       |
|  | Marcatori | 18’ (rig.), 39’ Redan 41’ Summerville |

| Arbitro: | Horațiu Mircea Feșnic |

|  |           |            |
|  | Marcatori | 68’ García |

| Arbitro: | Rob Harvey |

|  |           |                              |
|  | Marcatori | 18’ Bozdoğan 24’, 37’ Dajaku |

| Arbitro: | Halil Umut Meler |

|                            |           |  |
| Redan 13’ Tenas 68’ (aut.) | Marcatori |  |

| Arbitro: | Vilhjalmur Thorarinsson |

|                  |           |  |
| Brobbey 26’, 55’ | Marcatori |  |

| Arbitro: | Dennis Higler |

|                                                            |           |                   |
| García 2’ Mortimer 15’ Baena 46’ Touaizi 65’ Gutierrez 79’ | Marcatori | 68’ (aut.) García |

## Fase ad eliminazione diretta
|  | Quarti di finale | Quarti di finale | Quarti di finale |             |             | Semifinali  | Semifinali | Semifinali |  |  | Finale | Finale | Finale |  |
|  |                  |                  |                  |             |             |             |            |            |  |  |        |        |        |  |
|  | 1A. Italia       | 1A. Italia       | 1                |             |             |             |            |            |  |  |        |        |        |  |
|  | 1A. Italia       | 1A. Italia       | 1                |             |             |             |            |            |  |  |        |        |        |  |
|  | 2B. Svezia       | 2B. Svezia       | 0                |             |             |             |            |            |  |  |        |        |        |  |
|  | 2B. Svezia       | 2B. Svezia       | 0                |             | Italia      | Italia      | 2          |            |  |  |        |        |        |  |
|  |                  |                  |                  |             | Italia      | Italia      | 2          |            |  |  |        |        |        |  |
|  |                  |                  | Belgio           | Belgio      | 1           |             |            |            |  |  |        |        |        |  |
|  | 1C. Belgio       | 1C. Belgio       | Belgio           | Belgio      | 1           | 2           |            |            |  |  |        |        |        |  |
|  | 1C. Belgio       | 1C. Belgio       |                  |             |             |             |            |            |  |  |        |        |        |  |
|  | 2D. Spagna       | 2D. Spagna       | 1                |             |             |             |            |            |  |  |        |        |        |  |
|  | 2D. Spagna       | 2D. Spagna       | 1                |             | Italia      | Italia      | 2 (1)      |            |  |  |        |        |        |  |
|  |                  |                  |                  |             |             |             |            |            |  |  |        |        |        |  |
|  |                  |                  | Paesi Bassi      | Paesi Bassi | 2 (4)       |             |            |            |  |  |        |        |        |  |
|  | 1B. Norvegia     | 1B. Norvegia     | Paesi Bassi      | Paesi Bassi | 2 (4)       | 0           |            |            |  |  |        |        |        |  |
|  | 1B. Norvegia     | 1B. Norvegia     |                  |             |             |             |            |            |  |  |        |        |        |  |
|  | 2A. Inghilterra  | 2A. Inghilterra  | 2                |             |             |             |            |            |  |  |        |        |        |  |
|  | 2A. Inghilterra  | 2A. Inghilterra  | 2                |             | Inghilterra | Inghilterra | 0 (5)      |            |  |  |        |        |        |  |
|  |                  |                  |                  |             | Inghilterra | Inghilterra | 0 (5)      |            |  |  |        |        |        |  |
|  |                  |                  | Paesi Bassi      | Paesi Bassi | 0 (6)       |             |            |            |  |  |        |        |        |  |
|  | 1D. Paesi Bassi  | 1D. Paesi Bassi  | Paesi Bassi      | Paesi Bassi | 0 (6)       | 1 (5)       |            |            |  |  |        |        |        |  |
|  | 1D. Paesi Bassi  | 1D. Paesi Bassi  |                  |             |             |             |            |            |  |  |        |        |        |  |
|  | 2C. Irlanda      | 2C. Irlanda      | 1 (4)            |             |             |             |            |            |  |  |        |        |        |  |

### Quarti di finale
| Arbitro: | Dennis Higler |

|            |           |  |
| Vergani 4’ | Marcatori |  |

| Arbitro: | Juri Frischer |

|  |           |                        |
|  | Marcatori | 14’ Duncan 49’ Amaechi |

| Arbitro: | Rob Harvey |

|                        |           |          |
| Vertessen 41’ Mpie 49’ | Marcatori | Baena 8’ |

| Arbitro: | Zbynek Proske |

|                                          |                      |                                     |
| Van Gelderen 62’                         | Marcatori            | 64’ Parrott                         |
| Burger Ihattaren Brobbey J. Timber Redan | Tiri di rigore 5 – 4 | Idah Parrott Murphy Knight Thompson |

### Semifinali
| Arbitro: | Vilhjalmur Thorarinsson |

|                         |           |               |
| Gyabuaa 31’ Vergani 71’ | Marcatori | 57’ Vertessen |

| Arbitro: | Horatiu Fesnic |

|                                                   |                      |                                                      |
| John-Jules Daly Saka Ashby-Hammond Appiah Balogun | Tiri di rigore 5 – 6 | Burger Ihattaren Hendriks Tavşan J. Timber Q. Timber |

### Finale
| Arbitro: | Halil Umut Meler |

|                        |                      |                                     |
| Ricci 61’ Riccardi 63’ | Marcatori            | 46’ J. Timber 74’ Brobbey           |
| Armini Vergani Greco   | Tiri di rigore 1 – 4 | Burger Ihattaren J. Timber Hendriks |

## Classifica marcatori

### 4 reti
- Yorbe Vertessen

- Edoardo Vergani

### 3 reti
- Daishawn Redan (1 rig.)
- Brobbey

- Troy Parrott

- Felix Mambimbi

### 2 reti
- Jamie Yayi Mpie
- Malik Memišević
- Tommy Doyle (2 rig.)
- Leon Dajaku

- Manu Emmanuel Gyabuaa
- Alessio Riccardi
- Thomas Rekdal
- Álex Baena

- Eric García
- Fredrik Hammar

### 1 rete
- Jérémy Doku
- Gabriel Lemoine
- Sekou Sidibe
- Nemanja Nikolić
- Nikolas Dyhr
- Andreas Kirkeby (1 rig.)
- Xavier Amaechi
- Arvin Appiah
- Matty Daly
- Bobby Duncan

- Can Bozdoğan
- Dan Lugassy (1 rig.)
- Jean Freddi Greco
- Samuele Ricci
- Crysencio Summerville
- Liam van Gelderen
- Jurriën Timber
- Oscar Aga
- Leo Cornic
- Félix Correia
- Gonçalo Ramos

- Eduardo Ribeiro
- Bernardo Silva
- Adam Idah
- Miguel Gutiérrez
- Nils Mortimer
- Nabil Touaizi
- Benjamin Nygren
- Rasmus Wikström
- Tician Tushi

### Autoreti
- Stefan Rankić (1 pro  Belgio)

- Eric García (1 pro  Germania)

- Arnau Tenas (1 pro  Paesi Bassi)